# Algonquin (Illinois)
Algonquin – wieś w Stanach Zjednoczonych, w stanie Illinois, w hrabstwie McHenry.